# Cvetje v jeseni (film)
Cvetje v jeseni je slovenski celovečerni film režiserja in scenarista Matjaža Klopčiča, ki je bil posnet in premierno predvajan 21. junija 1973. Zgodba temelji na istoimenski povesti slovenskega pisatelja Ivana Tavčarja.
V izvirniku je bil posnet na slabši 16-mm trak, ki ga je dodatno poškodovala povečava. Decembra 2012 je RTV Slovenija film digitalizirala in restavrirala, s tem so začeli proces digitalizacije celotnega arhiva RTV.
Film je znan po naslovni skladbi "Cvetje", ki jo napisal Urban Koder, na citre pa je odigral Miha Dovžan.

## Zasedba
- Polde Bibič – Doktor Janez
- Milena Zupančič – Meta
- Bert Sotlar – Boštjan Presečnik
- Štefka Drolc – Barba Presečnik
- Maks Bajc – Mlačan
- Jože Zupan – Šimen Skalar
- Duša Počkaj – Luca Skalar, Šimnova žena
- Dare Ulaga – Danijel
- Stane Leban – Jakopin
- Iva Zupančič – Liza
- Andrej Kurent – Bon
- Pavle Jeršin – Anžon
- Ivanka Mežan – Maruša

## Vsebina
Doktor Janez, prileten odvetnik iz Ljubljane, se počasi naveliča dolgočasnega mestnega življenja, takrat pa ga obišče bratranec Presečnikov Boštjan, ki mu pove, da ga že dolgo časa ni bilo pri njem na Jelovem Brdu pod Blegošem. Janez se naposled le odloči, tudi po nasvetu prijatelja zdravnika, začasno pustiti mestno življenje in oditi na Jelovo Brdo, kjer vse preseneti s svojim obiskom.
Tam Janez spet sreča Meto, še ne dvajsetletno Boštjanovo in Barbino hčerko, med katerima vzklije tiha ljubezen. Skupaj preživita nepozabno poletje, toda zaradi razlike v letih in Metine sramežljivosti se oba izgibata narediti odločnejši korak. V tem času se zgodi še več pomembnih dogodkov: Janeza začne delo na kmetiji vse bolj veseliti, kmeta Skalar in Kalar se končno spravita, potem ko je bil Skalar dolgo po nedolžnem zaprt, ker naj bi ubil Kalarjevega brata, med Presečnikovim hlapcem Danijelom in deklo Lizo se je ves čas pletlo ljubezensko razmerje, kjer pa Danijel zaradi občasne pijanosti ni mogel začeti resneje. Med romanjem na Crngrob kupi Janez Meti veliko lectovo srce, potem pa prav po kmečko obračuna z njenim bivšim zaročencem Posavcem in njegovimi brati, ki so ju izzivali. Nazadnje povabi Meto vpričo vseh na ples, kar ju precej zbliža. Toda Janeza kličejo dolžnosti in se mora počasi vrniti nazaj v Ljubljano, Meta ga pospremi in ob slovesu si tiho izpovesta ljubezen. V Ljubljani pa kmalu začne razmišljati, da bi si tudi sam kupil kmetijo in nato Meto zasnubil.
Enkrat jeseni pa Janeza obiščeta Danijel in Mlačan, ki ga prosita za pomoč. Danijel se je z Lizo dokončno razšel (vzela je prodajalca nožev Anžona), Mlačana pa mučijo dolgovi. Prosita ga za posojilo, da bi odšla živet in služit v Ameriko, obenem pa hoče Mlačan prodati še svojo domačijo. Danijel nagovarja Janeza, naj kupi Mlačanovo kmetijo in se gor tudi preseli ter končno zasnubi Meto.
Ko je bila kupčija sklenjena, se je Janez oglasil na Jelovem Brdu in Boštjanu povedal, da je kupil Mlačanovo domačijo in da bi se rad poročil z Meto. Boštjan in Barba sta privolila, Janez pa je hitel Meti povedat, da bi se rad poročil z njo, če bi ga ona hotela. Ob vsem tem Meta ni mogla dojeti, kaj se ji je zgodilo, bila je presrečna, in je zato umrla zaradi srčne hibe.
Leta so tekla, Janez postane že star človek in ko se odpravlja na pokopališče, na poti sreča Danijela, ki mu pove, da v Ameriki ni našel sreče in je postal berač. Film se konča z Janezovim pogledom v hribe in Metinim glasom v njegovih mislih.

## Glasba
Vso glasbo je napisal Urban Koder.

### A-stran
| Št. | Naslov  | Dolžina |
| --- | ------- | ------- |
| 1.  | „Jesen‟ | 1:21    |
| 2.  | „Mesto‟ | 0:57    |
| 3.  | „Obisk‟ | 0:53    |
| 4.  | „Polka‟ | 1:11    |
| 5.  | „Meta‟  | 2:25    |

### B-stran
| Št. | Naslov         | Dolžina |
| --- | -------------- | ------- |
| 1.  | „Jelovo brdo‟  | 0:54    |
| 2.  | „Ples na Gori‟ | 2:34    |
| 3.  | „Slovo‟        | 1:26    |
| 4.  | „Cvetje‟       | 1:22    |